# Liste der Naturdenkmale in Göllheim
Die Liste der Naturdenkmale in Göllheim nennt die im Gemeindegebiet von Göllheim ausgewiesenen Naturdenkmale (Stand 28. März 2024).

## Naturdenkmale
| Nr.         | Bezeichnung                       | Lage                                    | Beschreibung                                                                    | Bild                                    |
| ----------- | --------------------------------- | --------------------------------------- | ------------------------------------------------------------------------------- | --------------------------------------- |
| ND-7333-055 | Drei Eichen                       | westlich des Ortes; Flur Schnorr Lage   | Quercus sp., drei Bäume; um 1870 gekeimt, 2,5 m Umfang                          | Direkt Bild zu diesem Denkmal hochladen |
| ND-7333-061 | Neun Linden am Friedhof           | Friedhofstraße Lage                     | Tilia cordata, neun Bäume; um 1925 gepflanzt, bis zu 25 m hoch                  | Direkt Bild zu diesem Denkmal hochladen |
| ND-7333-063 | Drei Linden am jüdischen Friedhof | südwestlich des Orts an der L 396 Lage  | Tilia cordata, drei Bäume; um 1930 gepflanzt, bis zu 14 m hoch                  | Direkt Bild zu diesem Denkmal hochladen |
| ND-7333-130 | Allee an der L 396 zum Kriegsberg | südwestlich des Ortes an der L 396 Lage | Tilia cordata und Aesculus hippocastanum; um 1900 angelegt, mit Nachpflanzungen | Direkt Bild zu diesem Denkmal hochladen |

## Ehemalige Naturdenkmale
| Nr. | Bezeichnung          | Lage                                              | Beschreibung                                                                                                   | Bild                                    |
| --- | -------------------- | ------------------------------------------------- | --- | --------------------------------------- |
|     | Zwei Kastanien       | Freiherr-vom-Stein-Straße, bei Nr. 9/11 Lage      | Aesculus hippocastanum, zwei Bäume; um 1850 gepflanzt, 20 m hoch bei 2,5 m Umfang; Rechtsverordnung aufgehoben | Direkt Bild zu diesem Denkmal hochladen |
|     | Nussbaum im Pfarrhof | Hauptstraße, hinter Nr. 6 Lage                    | Juglans regia; Rechtsverordnung aufgehoben                                                                     | Direkt Bild zu diesem Denkmal hochladen |
|     | Buche                | südwestlich des Ortes; Abteilung Glockenwald Lage | Fagus sylvatica; Rechtsverordnung aufgehoben                                                                   | Direkt Bild zu diesem Denkmal hochladen |
|     | Rüster               | Steigstraße Lage                                  | Ulmus sp.; Rechtsverordnung aufgehoben                                                                         | Direkt Bild zu diesem Denkmal hochladen |